# Château Sohail
Le château Sohail (en espagnol : Castillo Sohail) est un château situé sur éperon de la ville côtière de Fuengirola en Espagne. La citadelle fut bâti en 956 par le calife omeyyade Abd al-Rahman III afin d'assurer la défense de la côte mais la forteresse et le château ont été construits sous les almoravides. La forteresse a par ailleurs été témoin de la bataille de Fuengirola en 1810. En 2000, la commune de Fuengirola entreprend la rénovation des ruines du château en en faisant une attraction touristique et un espace d’événements culturels. Les pierres de taille situées dans les fondations ouest de l'édifice datent d'avant l'époque romaine.

## Galerie

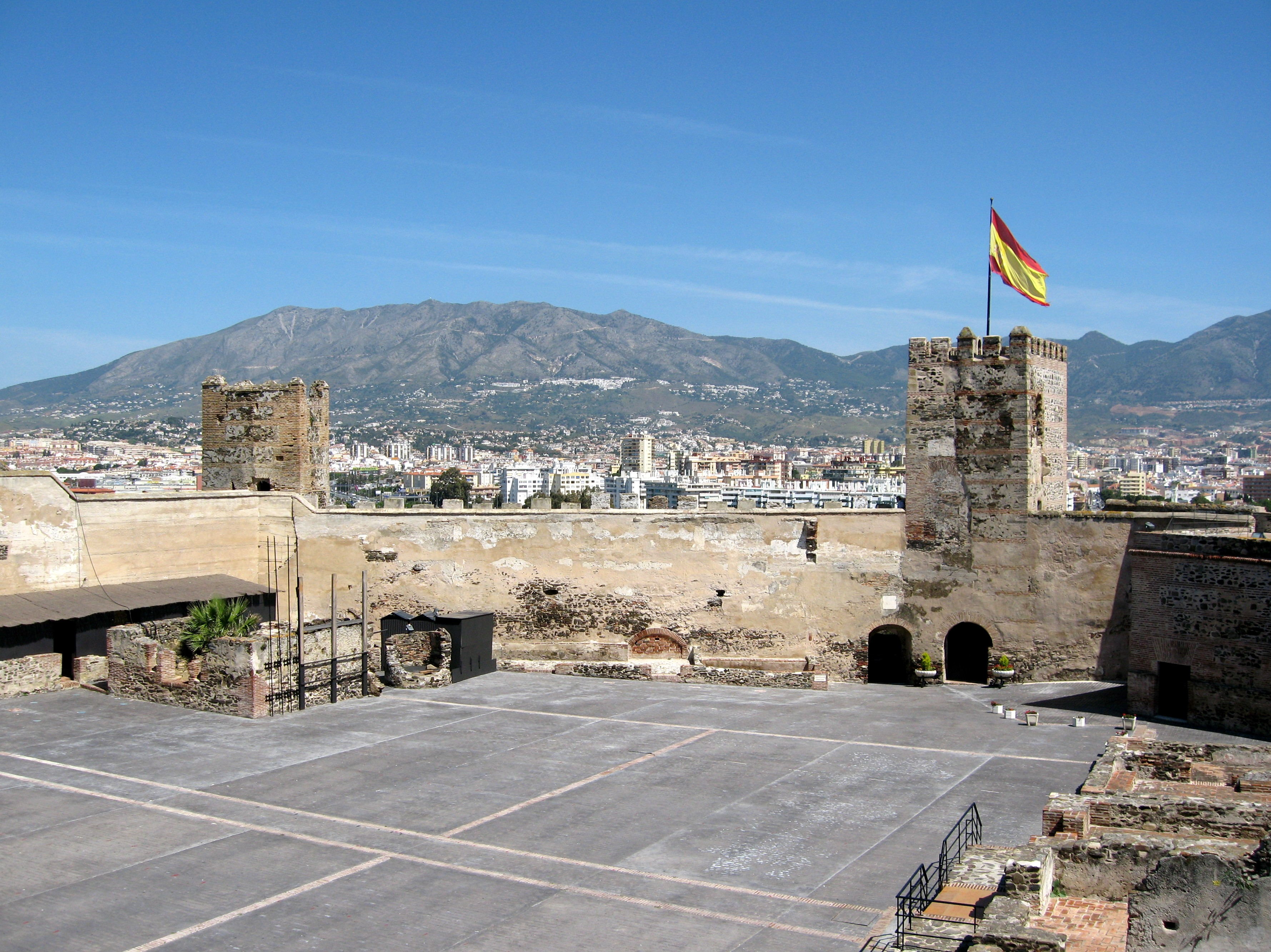
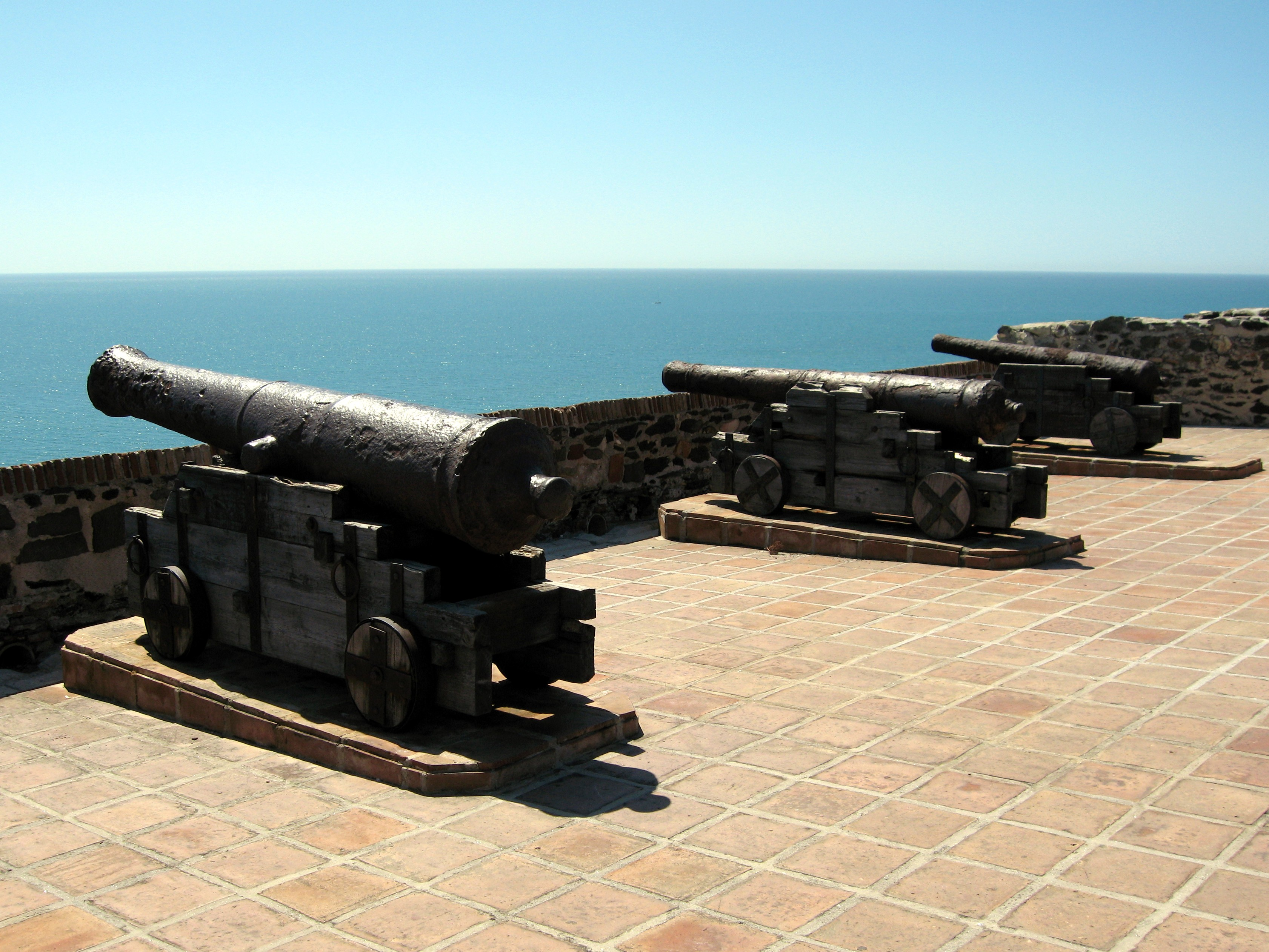
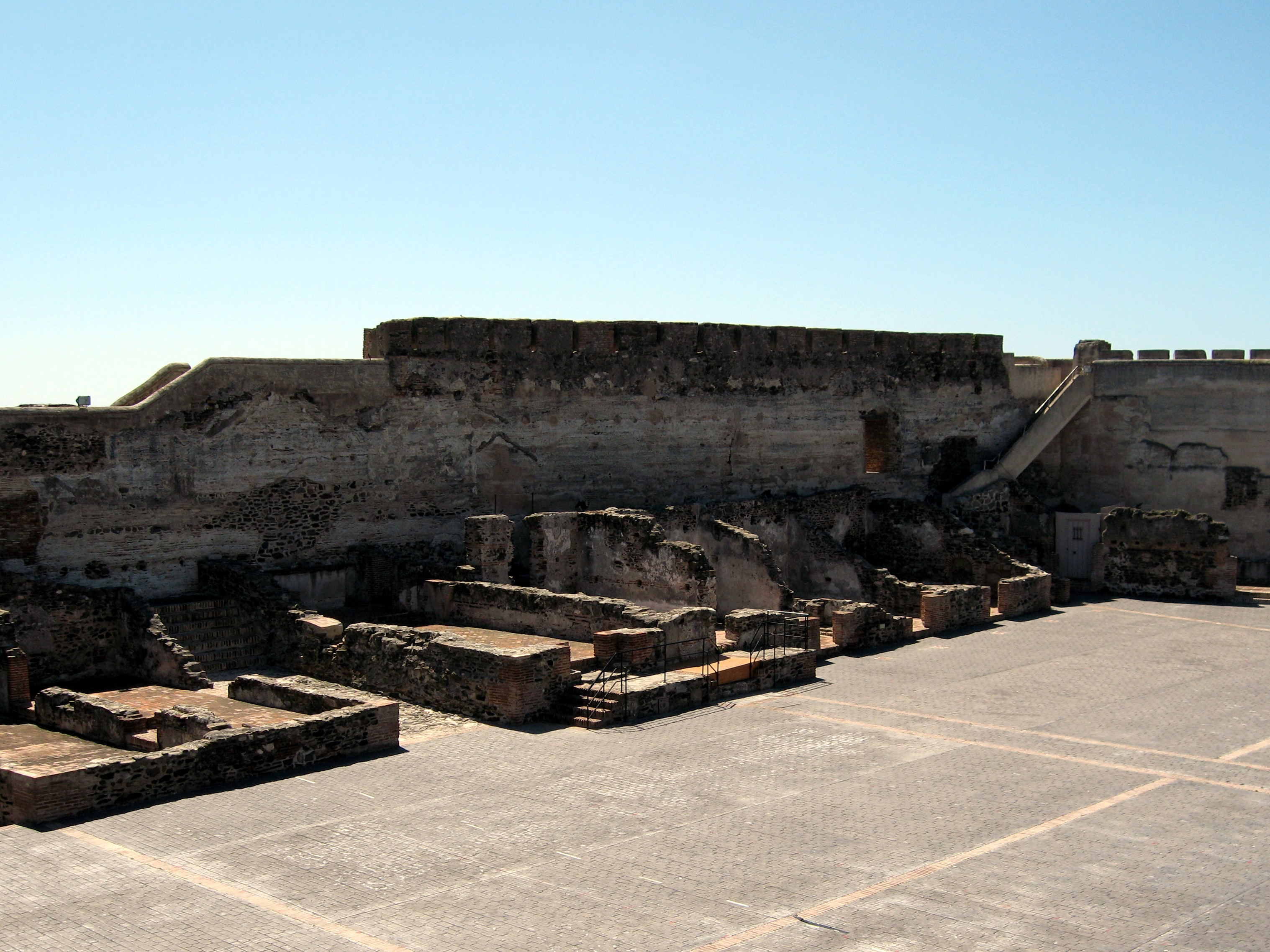
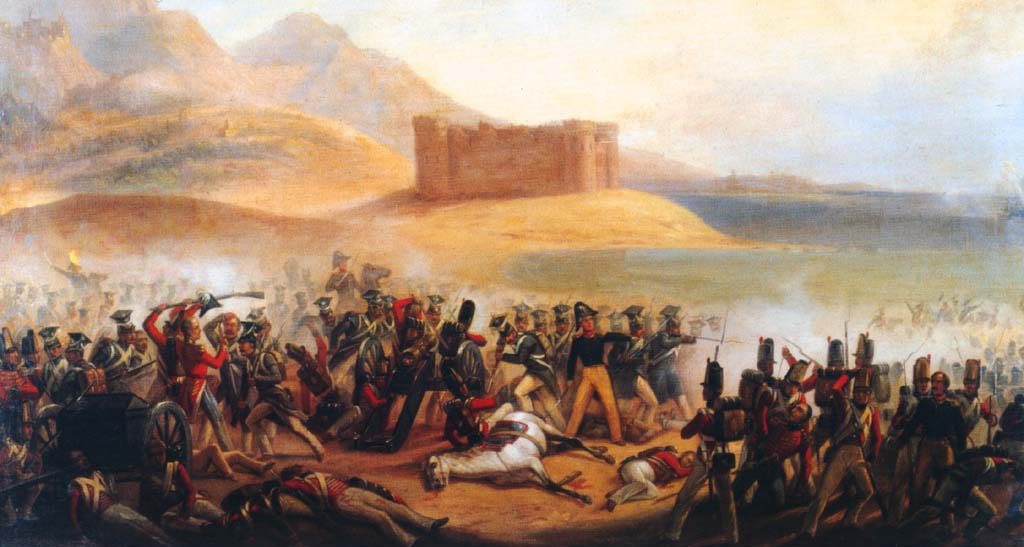
Vue sur le château lors de la bataille de Fuengirola.